# روپاژی
روپاژی (به لاتین: Ropaži) یک روستا در لتونی است که در شهرداری روپاژی واقع شده‌است. روپاژی ۵٫۷۵ کیلومتر مربع مساحت و ۱٬۸۰۳ نفر جمعیت دارد.